# Santa Elena Sur (Perú)
Santa Elena Sur, también conocido como Juan Velasco Alvarado, es un caserío peruano ubicado en el distrito de Supe, perteneciente a la provincia de Barranca del departamento de Lima, en la costa central del Perú. 

## Ubicación
Santa Elena Sur se ubica al suroeste de la provincia de Barranca, en el distrito de Supe, en el departamento de Lima.

## Demografía
En 2017 Santa Elena Sur tenía una población de 399 habitantes.
| Gráfica de evolución demográfica de Santa Elena Sur entre 1993 y 2017 |
|                                                                       |
| Fuentes: Población 1993 y 2017                                        |